# Adrastea (astronomia)
Adrastea (Αδράστεια in lingua greca) (o Giove XV) è il secondo satellite naturale di Giove in ordine di distanza dal pianeta; è il corpo celeste più piccolo del gruppo di Amaltea, che raggruppa i quattro satelliti più interni del pianeta.

## Storia

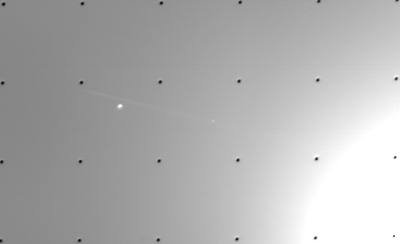
L'immagine della scoperta di Adrastea, ottenuta l'8 luglio 1979 dalla Voyager II. Adrastea è il puntino chiaro al centro dell'immagine; giace sulla debole linea bianca degli anelli di Giove. Il punto più luminoso sulla sinistra è una stella.

Adrastea venne scoperto nel 1979 dagli astronomi statunitensi David Jewitt ed Edward Danielson grazie all'analisi delle immagini riprese dalla sonda Voyager 2 l'8 luglio 1979; appariva come un debole punto luminoso sulla linea bianca degli anelli di Giove e fu il primo satellite naturale ad essere scoperto grazie alle fotografie scattate da una sonda spaziale e non tramite l'osservazione telescopica.
Dopo la scoperta gli venne attribuita la designazione provvisoria S/1979 J1; nel 1983 l'Unione Astronomica Internazionale convenne di attribuirgli il nome ufficiale di Adrastea, figlia di Giove e Ananke secondo la mitologia greca.
Poco dopo la scoperta di Adrastea lo studio delle lastre fotografiche prese qualche settimana prima dalla sonda Voyager 1 permise di identificare due altri satelliti interni di Giove, (Tebe e Metis).
Nel 1998 le riprese effettuate dalla sonda Galileo permisero di determinare la forma di Adrastea anche se la qualità delle immagini è piuttosto scarsa.

## Caratteristiche fisiche
Adrastea ha una forma irregolare e le sue misure, circa 20 × 16 × 14 km, lo rendono il più piccolo dei quattro satelliti interni di Giove. La composizione e la massa non sono note, ma assumendo che abbia una densità media paragonabile a quella di Amaltea e cioè circa 0,86 g/cm³, la sua massa risulterebbe di circa 2×1015 kg. La bassa densità di Amaltea implica che il satellite sia composto di ghiaccio con una porosità del 10-15%; si ritiene che Adrastea abbia una struttura simile.
Al momento non è noto alcun dettaglio della superficie di Adrastea, in quanto la risoluzione delle immagini disponibili è troppo scarsa.

## Orbita
Adrastea orbita intorno a Giove con un raggio medio di circa 129000 km (1,806  il raggio gioviano) al limite esterno dell'anello principale. È uno dei tre satelliti naturali del sistema solare ad orbitare il suo pianeta in un tempo inferiore al giorno del pianeta; gli altri due sono Metis e Fobos, il satellite di Marte.
L'orbita ha bassi valori sia per l'eccentricità, 0,0015, che per l'inclinazione rispetto all'equatore gioviano, 0,03°.
A causa del blocco mareale Adrastea è in rotazione sincrona con Giove a cui mostra sempre la stessa faccia. Il suo asse maggiore è allineato verso Giove disponendosi così secondo la combinazione di più bassa energia.

### Destino di Adrastea
Adrastea è situata all'interno dell'anello principale di Giove (come anche Metis), che probabilmente contribuisce a mantenere stabile grazie al continuo apporto di materiali. Giace al di sotto del raggio dell'orbita sincrona di Giove e, di conseguenza, le forze mareali del pianeta stanno provocando il lento decadimento della sua orbita. Adrastea si trova peraltro già oltre il limite di Roche di Giove, ma sembra abbastanza piccola da evitare la disgregazione ad opera delle forze di marea.

## Relazione con gli anelli di Giove
Adrastea è il maggior contributore di materiale agli anelli interni di Giove, come evidenziato dal fatto che l'anello più denso sia situato all'interno dell'orbita del satellite. Più esattamente l'orbita di Adrastea si trova vicino al limite esterno dell'anello principale.
Il contributo sembra derivare soprattutto da materiale espulso dalla superficie dei quattro piccoli satelliti interni a seguito di impatti con micrometeoriti; data la bassa densità dei satelliti, la loro superficie è infatti molto vicina al limite del loro lobo di Roche.
L'estensione del materiale visibile negli anelli dipende dall'angolo di fase delle immagini: in scattering frontale, Adrastea è ben al di fuori dell'anello principale, ma in retroscattering (che permette di rivelare molte più particelle) sembra che ci sia anche un piccolo anello esterno all'orbita del satellite.